# Чукадыбашевский сельсовет
Чукадыбашевский сельсовет — муниципальное образование в Туймазинском районе Башкортостана.
Административный центр — село Алексеевка.

## История
Согласно «Закону о границах, статусе и административных центрах муниципальных образований в Республике Башкортостан» имеет статус сельского поселения.
Закон Республики Башкортостан от 29.12.2006 г. № 404-з «О внесении изменений в административно-территориальное устройство Республики Башкортостан в связи с объединением, упразднением, изменением статуса населенных пунктов и переносом административных центров», ст. 1, п. 4 гласит:
Перенести административный центр Чукадыбашевского сельсовета Туймазинского района из села Чукадыбашево в село Алексеевка.

## Население
| 2002 | 2009 | 2010 | 2012 | 2013 | 2014 | 2015 |
| ---- | ---- | ---- | ---- | ---- | ---- | ---- |
| 830  | ↘775 | ↗809 | ↘775 | ↘742 | ↗752 | ↘742 |
| 2016 | 2017 | 2018 |      |      |      |      |
| ↘700 | ↗705 | ↘682 |      |      |      |      |

## Состав сельского поселения
| № | Населённый пункт | Тип населённого пункта       | Население |
| - | ---------------- | ---------------------------- | --------- |
| 1 | Алексеевка       | село, административный центр | ↗257      |
| 2 | Чукадыбашево     | село                         | ↗359      |
| 3 | Имян-Купер       | село                         | ↘123      |
| 4 | Камыштау         | деревня                      | ↘29       |
| 5 | Ничка-Буляк      | деревня                      | ↘41       |

## Известные уроженцы
- Халиуллин, Айрат Насибуллович (16 мая 1934 — 12 июля 2000) — бригадир механизированной колонны строительного управления № 3 треста «Востокнефтепроводстрой», Герой Социалистического Труда (1964)[16].